# Parco nazionale Weerribben-Wieden
Il parco nazionale Weerribben-Wieden (in olandese: Nationaal Park Weerribben-Wieden) è un parco nazionale situato nell'Overijssel, nei Paesi Bassi.